# Leopold Cassella
Leopold Cassella (8 décembre 1766, Friedberg, 25 mars 1847, Francfort) est un homme d'affaires allemand connu pour avoir fondé Cassella, une importante entreprise chimique et pharmaceutique faisant partie des nombreux ancêtres de l'entreprise Sanofi.

## Biographie
Né David Löb Cassel, il grandit dans une famille juive de Friedberg, propriétaire d'un bâtiment imposant dans la ville. Son père était un financier, le Hoffaktor (« Juif de cour ») de la cour de Weimar à Francfort. Le 13 novembre 1798, Leopold épouse Nannette Reiss, la fille du marchand de soie de Francfort. Après un déménagement à Francfort, il fonde avec son beau-frère Isaac Elias Reiss l'entreprise Caßel & Reiß, un commerce d'épices dans le Ghetto de Francfort. Avec l'abolition du ghetto en 1806, il déménage son entreprise dans la Schnurgasse, dans la vieille ville. En 1807, avec d'autres Francfortois principalement de confession juive, il fonde la loge maçonnique Zur aufgehenden Morgenröte. C'était la première loge allemande dont les membres étaient presque exclusivement juifs. Le 17 février 1812, il acquiert la citoyenneté de Francfort et change son nom en « Leopold Cassella », bien que la raison sociale de sa société reste inchangée jusqu'en 1819 (Caßel & Reiß). Le 30 octobre 1812, il reçoit du Grand-Duc Dalberg un permis de construction pour une raffinerie de sucre. Il développe continuellement son entreprise, qu'il dirige seul à partir de 1820, pour y inclure le commerce des colorants.
Son mariage reste sans enfant mais il prend chez lui Rosette Goldschmidt, la fille de sa sœur, et l'élève comme sa propre fille. En 1828, elle épouse Ludwig Aaron Gans, héritier d'une célèbre famille de commerçants juifs de Celle, employé de la société depuis 1814, puis associé de l'entreprise devenue Leopold Cassella & Co. Il fera de lui son héritier,,. 
Cassella meurt le 25 mars 1847 et est enterré dans le vieux cimetière juif de la Rat-Beil-Strasse (de).

## Héritage
À sa mort, Ludwig Aaron Gans reprend la société Leopold Cassella & Co. comme seul propriétaire. Ses fils, Friedrich (Fritz) et Leo Gans, et ses petits-fils, Arthur von Weinberg et Carl von Weinberg, compteront parmi les personnalités les plus importantes de l'entreprise qui prendra le nom de Cassella Farbwerke Mainkur AG en 1894.

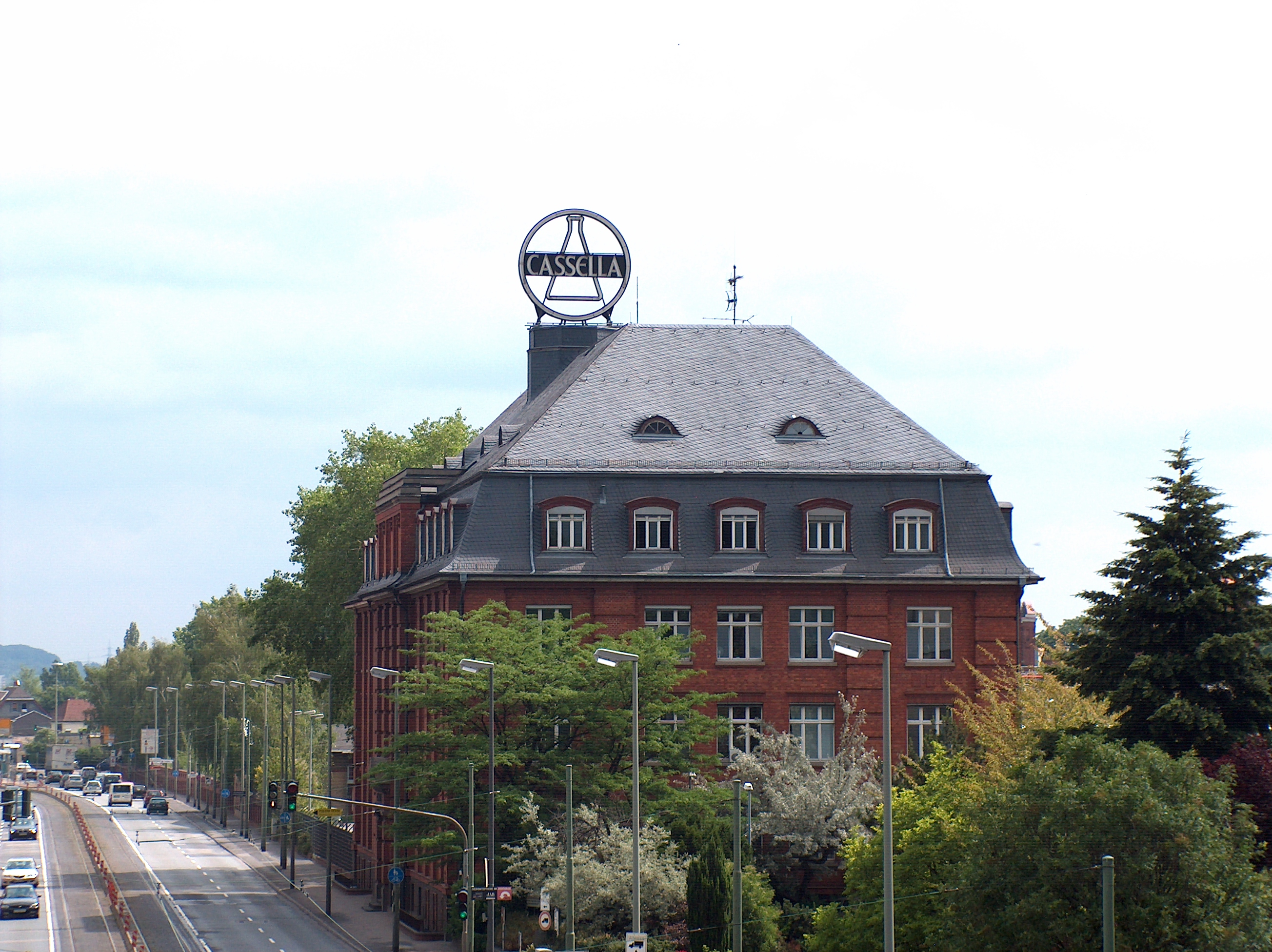
Ancien siège de l'entreprise Cassella à Fechenheim (Francfort).
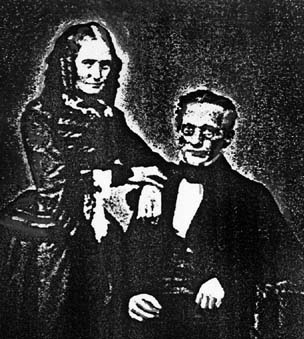
Rosette Gans (née Goldschmidt), nièce et fille adoptive de Leopold Cassella, et son époux Ludwig Aaron Gans, associé et héritier de l'entreprise Leopold Cassella & Co.